# Steve Holmes
Steve Holmes (ur. 23 marca 1961 w Sybinie) – niemiecki aktor, reżyser i producent filmów pornograficznych. Laureat branżowych nagród przyznawanych w Barcelonie, Belgradzie, Berlinie, Brukseli i Las Vegas, w tym AVN Award dla wykonawcy zagranicznego roku 2005 i 2006 oraz XBIZ Award dla wykonawcy zagranicznego roku 2018 i 2019. Znalazł się na liście finalistów alei sław Hall of Fame i odebrał nagrodę honorową AVN Award (2017) i XRCO Award (2019).
Swój pseudonim, który w 1997 zasugerował Gabriel Zero, kuzyn Rocco Siffrediego, przyjął od nazwiska amerykańskiej legendy kina porno lat 70. Johna Holmsa ze względu na jego wygląd podobny do aktora; był chudy i wysoki (185 cm wzrostu), z dużym penisem, którego długość podczas erekcji wynosiła 9 i pół cala (24 cm).
Nakręcił tysiące scen z udziałem ponad 4 tys. kobiet, zasłynął z zamiłowania do wszystkich rodzajów seksu, np. w roku 2003 wystąpił w ponad 280 scenach. W 2017 związał się z agencją OC Modeling.

## Wczesne lata
Urodził się w Sybinie w Rumunii w rodzinie agnostyków. Jego rodzice, sasi siedmiogrodzcy, byli rodowitymi Niemcami pochodzącymi z Siedmiogrodu. Spędził pierwsze lata dzieciństwa w Sybinie w Rumunii. W tym czasie prezydentem Rumunii został dyktator Nicolae Ceaușescu. W 1968 wraz z rodzicami i siostrą przekroczył granicę turecką podczas świąt w Bułgarii; rodzina poprosiła o azyl niemiecki w konsulacie w Stambule.
Mieszkał przez wiele lat w różnych częściach Niemiec. W latach 1972–1978 uczęszczał do gimnazjum im. Rudolfa Diesela w Augsburgu (Rudolf–Diesel–Gymnasium Augsburg). Jako nastolatek porzucił szkołę średnią w Niemczech. Od marca 1979 do grudnia 1982 pracował w sklepie mody marki Annas w Kaufering jako sprzedawca detaliczny i asystent klienta. Od stycznia 1983 do czerwca 1984 w Monachium zajmował się zawodowo wyborem kolekcji mody i negocjacjami z producentami z Ameryki Południowej, Korei, Turcji i Włoch. Do jego obowiązków należała także: organizacja targów i wystaw, obsługa kluczowych klientów poprzez wizyty na miejscu i organizacja wewnętrznych operacji biznesowych. Od lipca 1984 do grudnia 1985 pracował jako niezależny agent ubezpieczeniowy i nieruchomości, a także doradca w zakresie inwestycji alternatywnych.
W 1985 odkrył drugą karierę na wystawie komputerowej w Monachium. Od 1 stycznia 1986 do września 1987 był przedstawicielem handlowym w branży informatycznej w firmie komputerowej w Monachium i Bawarii. Od stycznia 1988 do grudnia 1990 pracował w serwisie sprzętu komputerowego; był wyłącznym dystrybutorem oprogramowania Omniware firmy Logcraft,  Digital Equipment Corporation na Niemcy, Austrię i Szwajcarię. Od stycznia 1991 do czerwca 1994 pracował jako sprzedawca i menadżer Lotus Software, zajmował się oprogramowaniem do pracy grupowej w Europie Środkowo–Wschodniej.

## Kariera

### Początki kariery
Już jako nastolatek marzył o byciu gwiazdą porno, zanim w wieku 35 lat w końcu podjął decyzję; najbardziej pociągał go seks, nie chodziło o pieniądze. Od początku 1996 przez dziewięć miesięcy próbował bez powodzenia dostać się do branży porno, wysyłając swoje CV wraz ze zdjęciami do różnych wytwórni filmowych. Jego przyjaciel znał producenta porno. Ten przekazał informacje jednemu ze swoich podwykonawców w Dortmundzie, gdzie Holmes dokładnie 22 listopada 1996 zadebiutował za darmo przed kamerami w lateksowym kombinezonie w scenie będącej częścią amatorskiej serii MagmaFilm w Essen – Wypowiedz życzenie 7 (Wünsch dir was 7) z Lindą Perrier. Następnie dostał się do produkcji BB-Video z siedzibą w Mülheim an der Ruhr. W styczniu 1997 wyjechał na konwencję Venus Berlin w Messe Berlin, gdzie poznał przedstawicieli firm produkcyjnych i dystrybucyjnych. Kilku z nich było nim zainteresowanych.
Wziął udział w niemieckich parodiach znanych filmów i seriali przedstawionych w wersji porno Multi Media Verlag (MMV) w Hamburgu: 6–odcinkowej serii Dr. F. Otze (1998) w roli tytułowego lekarza z Dru Berrymore, Akademia Policyjna – Polizei Akademie (1998), sitcomu I Dream of Jeannie – Jeannie (1998) jako myśliciel, Casanova – Der junge Casanova (1998) z Titusem Steelem, cyklu o Jamesie Bondzie – 00Sex, es ist niemals zu spät! (1998) / 00Sex: Im Auge des Orkans (1999), Pretty Women: Kobieta moich marzeń (1999), Słoneczny patrol – Babewatch 5–6, 9 (2000) z Horstem Baronem, Supergirl – Supergirl: Titten aus Stahl (2000) jako dziennikarz z Jayem Lassiterem czy Superżona (Das Superweib, 2002) jako biznesmen i dyplomata Helmut Todt. Wystąpił w 4–częściowej serii MagmaFilm Criss & Crass (2001–2002) z Chrisem Charmingiem.

### Kariera w Europie

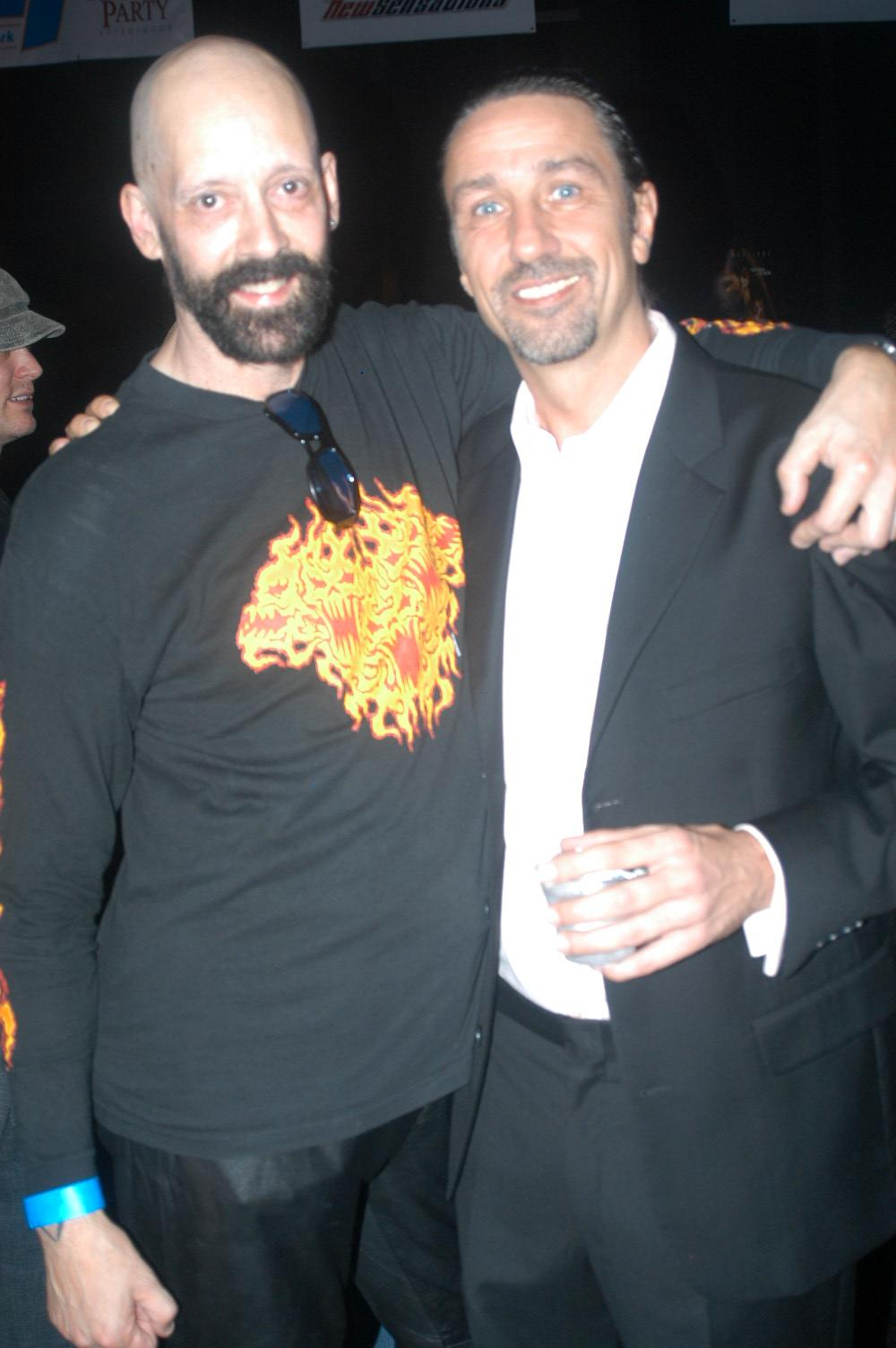
Mike Ramone i Steve Holmes na West Coast Party

Pracował na planie filmów porno w Paryżu we Francji, Rzymie we Włoszech, w Madrycie i Barcelonie w Hiszpanii, Brukseli w Belgii, w Budapeszcie na Węgrzech i w Pradze w Czechach. Był protagonistą realizacji Video Marc Dorcel Niebezpieczna kobieta (Harcèlement au féminin, 1999). W marcu 2000 odebrał nagrodę European X Awards na Międzynarodowym Festiwalu Erotyki w Brukseli. W produkcji Colmax Zemsta zdziry (La vengeance d’une pute, 2001) z Ritą Faltoyano wystąpił jako Franc Renard. Kiedy był reżyserem Platinum X Pictures, w październiku 2004 podczas Venus Erotic Show w Berlinie otrzymał nagrodę Jury Venus Award.
W produkcji Hustler Video Anal Intensive (2002) w reż. Pierre’a Woodmana wziął udział w scenie gang bangu, a w SuperCocks of Porn! 6: Steve Holmes i Guys Who Suck Their Own Cocks (2006) w scenie autofellatio.
Był obsadzany w drugoplanowych rolach w realizacjach International Film Group (IFG): w dwóch nowelach Gothix (2000, reż. José María Ponce) – Pragnienie i śmierć (El Deseo y la Muerte) jako dżentelmen w białej masce z Sophie Evans i Ciało rybackie (Los Pescadores de Cuerpos) jako jeden z pięciu rybaków z Daniella Rush, Tajemnice (Zapping, 2000) w reż. Narcísa Boscha w scenie BJ gang bangu na widowni w kinie, Seks na kanapie (Sexo en el diván, 2001, reż. Dani Rodríguez) z Sophie Evans, Kovac Shark (2003) w reż. Conrada Sona w roli członka gangu motocyklowego i Serial Fucker 3 (2003) w reż. Maxa Cortésa. W pastiszu porno Gorzkie gody – Sweet Bitter Moon (2006) wystąpił w scenie z Monicą Sweetheart i Faustem Moreno. W parodii komedii Sekretarka – Erotic Plane Die Sekretärin (2006) i sequelu Die Sekretärin (2008) z Mandy Bright wcielił się w rolę przebiegłego podstarzałego Klausa Hagena, konkurenta nieruchomości firmy Holz GmbH. W filmie fantastycznonaukowym Razorback / Thagson Świat psów (Mundo Perro, 2008) w reż. Roberta Valtueñy zagrał włóczęgę z jeziora. Był adwokatem w dramacie Christopha Clarka DXK (DXK, David Sex King, 2011), inspirowanym oskarżeniem o napastowanie seksualne Dominique’a Strauss-Kahna. W 2021 wziął udział w niemieckiej realizacji FakeFlight.com, gdzie motywem przewodnim były sceny seksu w samolocie. 
31 października 2019 podczas Halloween na portalu internetowym YouMixPorn w realizacji Titusa Steela w interaktywnych scenach porno z wieloma kamerami był ucharakteryzowany na Jokera.

### Private Media Group
Za namową węgierskiego reżysera Koviego przyjął rolę kosmicznego podróżnika w widowiskowym filmie fantastycznonaukowym Private Sex Sliders (1999) z udziałem Dru Berrymore i Chrisa Charminga, parodii serialu Fox Sliders, gdzie pojawił się w scenie grupowej i podwójnej penetracji z Nikki Anderson i Davidem Perrym. Kovi obsadził go w roli policjanta Pierre’a w scenie z Monique Covét w dramacie kryminalnym Private Black Label 14: Erica (2000), rzeźnika w scenie w chłodni u boku Franca Roccaforte, Monique Covét, Anity Paris i Michelle Wild w Pirate Deluxe 14: Splendor piekła (Pirate Video Deluxe 14: The Splendor of Hell, 2001), szejka w porno–parodii Poszukiwacze zaginionej Arki – Private Black Label 17: Indiana Mack 2 – Sex in the Desert (2001), pokojowego w hotelu w pełnometrażowej porno–parodii Ostatnie tango w Paryżu – Private Black Label 21: Lust Tango in Paris (2001), prywatnego detektywa Cocka w dramacie kryminalnym Intryga i przyjemność (Private Black Label 22: Intrigue and Pleasure, 2001), właściciela knajpy w Black Label 25: Love Is In The Web (2002) i nauczyciela muzyki w melodramacie Black Label 27: Love Story (2002).
Za kreację klienta autoserwisu w Private Black Label 19: Eternal Love (2001) w reż. Koviego został uhonorowany nagrodą Ninfa na Festival Internacional de Cine Erótico de Barcelona w kategorii „najlepszy aktor drugoplanowy”. W 2002 był ponownie nominowany do nagrody Ninfa jako „najlepszy aktor drugoplanowy” za rolę farmera na winobraniu w Private Xtreme 1: Bacchanal (2002). Jako kosmiczny transwestyta Frank N. Factor w parodii porno The Rocky Horror Picture Show – Pirate Fetish Machine 6: Funky Fetish Horror Show (2002) w reż. Koviego zdobył nominację do AVN Award w kategorii „najlepszy aktor w filmie wideo”. Wystąpił jako senator Falcus w pornograficznej wersji Gladiatora – trylogii Private Media Group Antonio Adamo (2002) jako senator Falcus. Wystąpił także jako odurzona ofiara ściśle tajnego projektu badawczego MKUltra w dreszczowcu Michaela Ninna Acid Dreams (2003), opartym na faktach z 1965 w San Francisco, i porno–parodii Seks, kłamstwa i kasety wideo – Private Movies 10: Sex, Lies & Internet (2004).

### Mario Salieri Entertainment Group
W 2002 rozpoczął wieloletnią współpracę z Mario Salierim, który zaangażował go do epizodycznej roli niemieckiego żołnierza podczas II wojny światowej w scenie triolizmu (w tym blowjob) z Katsuni i Horstem Baronem w kostiumowym filmie Salieriego Faust (2002), według dramatu Christophera Marlowe’a, który został uhonorowany nagrodą Ninfa na Festival Internacional de Cine Erótico de Barcelona w kategorii „Najlepszy hiszpańskojęzyczny film”. W pastiszu horroru Wernera Herzoga Nosferatu wampir – wersji autorstwa Jennyego Forte Nosferatu (2002) był obecny w scenie przy fortepianie z Gabi Black, Aną Novą i Horstem Baronem. Inne filmy Mario Salieri Entertainment Group z udziałem Holmesa to: Dziwne święta Mastro Ciccio (Strano Natale di Mastrociccio, 2002) z Katsuni, Wszystko w jedną noc (Tutto in una notte, 2002), Łzy i krew (Lacrime e Sangue, 2003), Salieri Erotic Stories (2003), Salieri Football 1: Il Vizio Del Presidente (2006), Wdowa z Camorry (Vedova della Camorra, 2006) jako Alfio Gardini, Występek kata (Il Vizio Del Carnefice, 2009) z Sabriną Sweet, Aberracje seksualne w college’u San Damiano (Aberrazioni sessuali nel collegio di San Damiano, 2007), Solo X Mio Figlio (2009), Noc podglądaczy (La Notte dei Guardoni, 2010), Mamma Violata (2010) jako czyściciel basenów pływackich, Wakacje w piekle (Una vacanza all’inferno, 2011), Matka i córka zdobyczą wilkołaków (Mamma e Figlia Prede dell’Orco, 2011), Życie na sprzedaż 3 (Vita in Vendita 3, 2012) i Partia deprawacji (Party della Depravazione, 2012).
Często u Maria Salieriego grywał rolę seksualnego maniaka, który z Mandy Bright nakłania kobiety do seksu w filmach takich jak Uległość dwóch licealistek (Sottomissione di Due Liceali, 2008), Niebezpieczny seks: Zwierzę w klatce (Sex Dangerous: La Bestia in Gabbia, 2008) jako funkcjonariusz służby więziennej, Maniac Show (2008), Udręka młodej matki i opiekunki do dziecka (Supplizio di Giovane Madre e di una Baby Sitter, 2009), Usługi dla gospodyni domowej (Sevizie ad una Casalinga, 2009), Koszmar na cmentarzu (Incubo al Cimitero, 2009) i Deprawacja bestii (Depravazione Bestiale, 2009).
Wystąpił jako SS-Mann major Fischer w Szantażu Trzeciej Rzeszy/Kompanii bękartów (Il Ricatto del III Reich/Band of Bastards, 2011). W trylogii Vatigale (2016) zagrał kardynała Hamiltona z Watykanu. Był oficerem milicji w remakeu porno filmu Vittoria De Siki z 1960 roku z Sophią Loren – Matka i córka (La Ciociara, 2017), ekranizacji powieści Alberto Moravii. W filmie Neapolitańska karuzela 2 (Carosello napoletano 2, 2019), zainspirowanym komedią Armando Nannuzziego Boże Narodzenie w domu schadzek (Natale in casa d’appuntamento, 1976) pojawił się w scenie romantycznego tańca z Anyą Krey do piosenki Patty Pravo „La bambola” (1970) i z Robertą Gemmą do utworu Procol Harum „A Whiter Shade of Pale” (1967).

### Kariera w Stanach Zjednoczonych
Podczas zdjęć dla niemieckich firm na Węgrzech nawiązywał współpracę z reżyserami europejskimi, którzy pracowali dla amerykańskiej wytwórni Evil Angel – Rocco Siffredim, Christophem Clarkiem i Davidem Perrym oraz amerykańskim filmowcem Johnem Leslie. Po udziale w produkcji Diabolic Video Productions Libertynizm 2 (Debauchery 2, 1998) zyskał zainteresowanie amerykańskich producentów filmów dla dorosłych i kontynuował karierę występując w amerykańskich realizacjch w Los Angeles, Las Vegas, San Francisco i Miami.
Od 2001 rozpoczął pracę w Stanach Zjednoczonych. W kostiumowym filmie romantycznym Vivid Entertainment Naszyjnik (The Necklace, 2001) zagrał Charlesa Smitha w peruce barokowej z XVIII wieku. Wystąpił w lateksowym kombinezonie w scenie triolizmu w realizacji Heatwave Mokre sny lateksowe (Wet Latex Dreams, 2002) i produkcji Ninn Worx Fetish 3: I Know Your Dreams (2003). Grał w filmach Adam & Eve: jako Augusto, asystent rosyjskiej biznesmenki (Nikita Denise) w melodramacie Połączenie (The Merger, 2002) u boku Randy’ego Spearsa oraz jako sprzedawca części samochodowych w dramacie kryminalnym Gorące pręty (Hot Rods, 2003) z Avy Scott. W latach 2002–2008 wziął udział w blisko 120 produkcjach kręconych w stylu gonzo (w 2003 Holmes w ponad 280 scenach) dla Red Light District Video z siedzibą w Chatsworth w San Fernando Valley w hrabstwie Los Angeles, w Kalifornii, w tym White Dicks Black Chicks 1 (2002) z Angel Love i Markiem Davisem.
W 2003 zadebiutował jako reżyser dla Platinum X Pictures Euro Girls Never Say No z Manuelem Ferrarą, z którym po raz pierwszy poznał się na planie Rocco: Animal Trainer 8 (2001). W międzyczasie Holmes i Ferrara razem wystąpili w niezliczonych ilościach scen do wielu różnych produkcji.
W dobrych miesiącach zarabiał ok. 40 tys. dolarów jako producent własnych filmów, które dystrybuował za pośrednictwem PlatinumX, a jako wykonawca otrzymywał 700 dolarów za scenę, często biorąc udział w dwóch dziennie. Następnie reżyserował dla Evil Angel, gdzie wyprodukował serię Euro Girls Never Say (2003), Cum Guzzlers (2004–2005), Nothing Butt Fun (2007–2008), Graphic DP (2009) i Sexcapades (2012) z Nacho Vidalem, Sandrą Romain, Christophem Clarkiem i Davidem Perrym. W 2006 Holmes podpisał kontrakt z Mach 2 Entertainment, aby zrealizować jeden film miesięcznie.

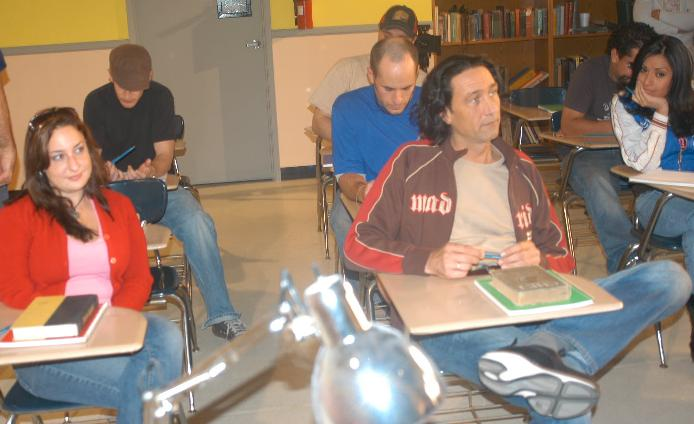
Minda, Steve Holmes i Lena Juliette w Da Vinci Load (2006)

Reżyser Jerome Tanner obsadził go w kilku rolach charakterystycznych, w tym jako agenta SWAT w komedii sensacyjnej Heist 2 (2002) z Hannah Harper, nauczyciela w Funny Boners 1 (2002), instruktora sztuk walki w My Hero (2005) i studenta college’u Mitchella Brocka w komedii kryminalnej fantastycznonaukowej Hustler The Da Vinci Load (2006), pornograficznej wersji powieści sensacyjnej Dana Browna Kod Leonarda da Vinci, w scenie z Missy Monroe i Scottem Nailsem. W dreszczowcu Sex Z Pictures Korupcja (Corruption, 2006), uhonorowanym AVN Award dla najlepszego filmu fabularnego wideo, zagrał niewielką rolę najemnego przestępcy. Wystąpił w roli Mongoła w filmie przygodowym Karolina Jones i zerwane przymierze (Carolina Jones and the Broken Covenant, 2008), luźnej kontynuacji Poszukiwaczy zaginionej Arki o córce Indiana Jonesa (Bree Olson), a produkcja zdobyła dwanaście nominacji do branżowej AVN Award.
Był detektywem w filmie kryminalnym 24 godziny (24 Hours, 2008) i osobistym lokajem pani domu w farsie Joe Ortona Co widział kamerdyner? (What the Butler Saw, 2009). Przyjął rolę Karla Hungusa w porno parodii komedii kryminalnej Joela i Ethana Coenów Big Lebowski – The Big Lebowski: A XXX Parody (2010), uhonorowanej XRCO Award. Następnie zagrał rolę Banquo, który pomaga Makbetowi zabić Macduffa w pastiszu porno tragedii Williama Shakespeare’a Makbeta – Bluebird Films Makbet Akt 1: Być królem (Macbeth Act 1: To Be King, 2010). W dramacie Williama H. Nutsacka Więzienne dziewczyny (Prison Girls, 2011) z Alexis Texas wcielił się w postać Mishy Muellera, opiekuna kalifornijskiego więzienia stanowego w Jonesville. U Tristan Taormino wystąpił w filmie Vivid Rough Sex 3: Adrianna’s Dangerous Mind (2011).
Był nominowany do AVN Award dla najlepszego aktora drugoplanowego za rolę gangstera Speeda w dramacie kryminalnym Paula Thomasa Savanna Samson jest masażystką (Savanna Samson Is the Masseuse, 2011) i za kreację przerażającego skorumpowanego księdza Zoltona, egzorcysty uzbrojonego w krzyż, zboczonego sympatyka wampirów, który pod Kolumną Zwycięstwa w Berlinie oferuje pomoc udręczonej niewolnicy krwi, w dreszczowcu Johna Stagliano Nienasycony (Voracious, 2012). Robby D. zaangażował Holmesa do roli gangstera hazardzisty w filmie Digital Playground Losing Kayden (2012). Pojawił się jako Neal w komedii Wicked Pictures Pornograf (The Pornographer, 2014). Potem wziął udział w parodii Wall Street: Pieniądz nie śpi – Screwing Wall Street (2015) w reż. Manuela Ferrary i Kayden Kross jako broker i Jules Jordan Video Aubrey Star Has a Horny Teachers Conference (2016) jako dyrektor szkoły Fitzergood. Był złym pijanym Świętym Mikołajem w realizacji Erika Everharda Jailbait 9 (2012) i Ho Ho Ho… Santa Gave Me Anal For Christmas! (2017), szoferem w Get a Room (2017) – porno wersji powieści Felixa Saltena Przedwczesne romanse dziewczęce, czyli dzieje życia wiedeńskiej dziwki przez nią samą opowiedziane, kaznodzieją katolickim w komedii Filthy Family Squirter and Stepmom Worship a Cock (2018) w reż. Milesa Longa, rabinem w produkcji NSFW Films Hotwife Life 6 (2019) i mleczarzem w realizacji Cherry Pimps Linzee Gets More Than Milk From The Horny Milk Man (2021). W produkcji CherryPimps Angela kocha fotografa, który zrobi dla niej wszystko (Angela Loves A Photographer That Will Do Anything For Her, 2019) wystąpił jako niemiecki artysta fotograf Steffen Riefenstahl. 

„Uważam, że pornografia to wspaniała forma sztuki, prawdopodobnie najstarsza. I jak każda inna sztuka – malarstwo, rzeźba, teatr, kino czy muzyka – jest lepsza lub gorsza”

28 grudnia 2016 znalazł się na liście finalistów alei sław Hall of Fame, a 21 stycznia 2017 odebrał nagrodę honorową AVN. 18 stycznia 2018 w Los Angeles otrzymał XBIZ Award w kategorii „Najlepszy zagraniczny wykonawca roku”.
Został też doceniony za występ w dramacie fantasy Ten, który pożądam (The One I Lust, 2016) zdobywając nominację do AVN Award i XRCO Award dla najlepszego aktora oraz jako napalony wdowiec w parodii komedii Co ty wiesz o swoim dziadku? z Robertem De Niro – BurningAngel.com Brudny dziadek (Dirty Grandpa, 2018) był nominowany do XBiz Award dla najlepszego aktora w komedii i AVN Award dla najlepszego aktora w filmie pełnometrażowym. W produkcji NSFW Films Hotwife Life 6 (2019) był rabinem. Rola księdza zakonu monastycznego w dramacie Ministerstwo zła (Ministry of Evil, 2019) przyniosła mu kolejną nominację do XBiz Award dla najlepszego aktora w realizacji o tematyce tabu.

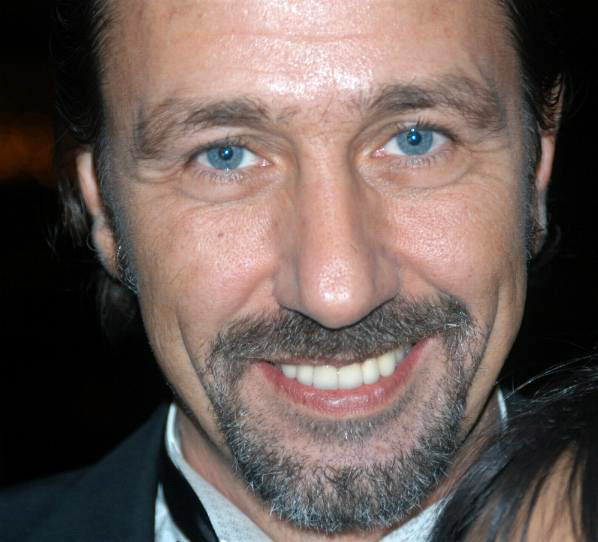
Steve Holmes na Adult Entertainment Expo (2005)

Brał udział w realizacjach Duke’a Skywalkera i kontrowersyjnych scenach FacialAbuse.com, w tym Slap To The Chops (2018), oraz LatinaAbuse.com – Over Or Under (2019) z Tori Avano i Charlesem Derą.
15 listopada 2018 na uroczystej gali w Hollywood otrzymał dwanaście nominacji do AVN Award i po raz pierwszy w swej 23–letniej karierze w kategorii „Wykonawca roku”, a nie „Wykonawca zagraniczny roku”. 
17 stycznia 2019 w Los Angeles zdobył XBIZ Award w kategorii „Wykonawca zagraniczny roku”, a w czerwcu 2019 uhonorowano go miejscem w alei sław XRCO Hall of Fame. W listopadzie 2019, podczas gali XBIZ World Magazine, został uhonorowany RISE Legacy Award.
Był angażowany do roli ojca w scenach triolizmu z synem i jego młodą partnerką, w komedii romantycznej Elegant Angel Video To sprawa rodzinna 2 (It’s A Family Thing 2, 2018) i produkcji Dogfart Network We Fuck Black Girls: Jenna Foxx’s Second Appearance (2019) z Jamesem Deenem, komedii Brazzers Network Zamiana na twarz (Swap In For A Facial, 2020) z Xanderem Corvusem w roli pasierba czy realizacji Dogfart Network We Fuck Black Girls: Anne Amari’s Third Appearance (2021) z Tonym Lovelocksem. Podczas Walentynek 2020 wystąpił w programie „na żywo” Brazzers Valentine’s Day Affair.
W maju 2020 we współpracy z Agencją Bardo stworzył stronę SteveHolmesPorn.com. Był bohaterem VR interaktywnej gry online vrXcity Part One (2020). W maju 2021 odmówił udziału w scenie z transpłciową Aubrey Kate.
Wziął udział w kilku projektach OnlyFans, w tym w Doctor Bird Fantasy (2021) w roli jednego z sześciu kruków w scenie gangbangu z wiedźmą (Kayla Kayden). Za kreację arcybiskupa w melodramacie religijnym studia MissaX Pod woalką (Under the Veil, 2021) w reż. Ricky’ego Greenwooda o zakonnicach w klasztorze katolickim zdobył nominację do AVN Award dla najlepszego aktora drugoplanowego. Za kreację Bentleya Morgana w melodramacie kryminalnym noir Wicked Pictures Dwulicowość (Duplicity, 2021) był nominowany do nagrody NightMoves dla najlepszego aktora. W 2021 wystąpił filmach Dr.K In LA Entertainment w reżyserii Louisa Wu: The Greedy Girl, Ks World w roli ojczyma, Please Hire Me w roli pracodawcy, Happy Family jako ojciec, The Naughty Student w roli nauczyciela języka niemieckiego z Kenzie Reeves i Welcome to My Wife. W 2022 zajął dziesiąte miejsce na liście Top 25 najgorętszych największych penisów w porno, a w 2023 trafił na Top 15 najpopularniejszych i najlepszych gwiazd porno.

### Kink.com
W listopadzie 2007 w San Francisco rozpoczął współpracę z Kink.com Public Devons w serii Sex and Submission (Seks i uległość) ze scenami sadomasochistycznymi, takimi jak uległość, głębokie gardło, rimming, fisting analny i pochwowy, gang bang, bukkake, cunnilingus, plucie i bicie. W latach 2008–2014 Holmes był producentem, a Princess Donna reżyserem serii Public Disgrace (Publiczna hańba), do której zdjęcia kręcone były w Barcelonie, Berlinie, Budapeszcie i Madrycie. Podczas kręcenia sceny w Barcelonie, Holmes i Princess Donna zostali aresztowani przez władze lokalne. Wkrótce potem zostali wypuszczeni.
W satyrze religijnej Cudzołożnica (Sex and Submission 36230: The Adulteress, 2014) w reż. Marty’ego zagrał okrutnego księdza. W Zreformowanym życiu: drodze mormonów (Hardcore Gangbang 42126: Reformed Living: The Mormon Way, 2017) w reż. Maitresse Madeline Marlowe był jednym z pięciu mężów mormonów. W latach 2015–2018 reżyserował filmy z serii Public Disgrace (Publiczna hańba). Jego produkcja Two Slutty Losers Get Mind Fucked (2015) trafiła na trzecie miejsce TOP 5 publicznych filmów porno o upokorzeniu Kink. Jedna z jego realizacji Public Disgrace 40889: Alexa Nasha & Julia Roca – Walk of Shame (2017) zdobyła nominację do AVN Award w kategorii najbardziej skandaliczna scena seksu i była nominowana do AltPorn Award w kategorii najlepszy film gonzo. Podczas Międzynarodowego Festiwalu Filmów Erotycznych w Barcelonie zrealizował dwie produkcje – Little Whore Draws A Huge Crowd (2015) z Ramonem Nomarem, Reną Reindeer i Moną Wales oraz Two Dicks, Three Pussies And Thousands Of Onlookers (2016) z Valerią Blue, Julią De Lucią, Caroliną Abril, Ramonem Nomarem i Moną Wales, gdzie operatorem kamery był Max Cortés. W 2016 i 2017 Holmes uczestniczył w Folsom Street Fair (FSF) w San Francisco.

### Pure Taboo
Był regularnie obsadzany w rolach ojczymów, wujków, a także „brudnego dziadka” w kontrowersyjnych realizacjach tworzonych dla Pure Taboo ukazujących miłość cielesną (zmysłową) z motywem kazirodztwa. Pure Taboo łączy porno z głównym nurtem filmowym.
U Cravena Mooreheada zagrał zaborczego ojczyma, który co wieczór fizycznie dotyka 18–letnią pasierbicę, aby upewnić się, że nadal jest dziewicą w dramacie Tatuś szuler (Daddy Diddler, 2018), Erica, namawianego przez swojego brata Gusa (Mick Blue) do seksu z pasierbicą w dramacie Ojciec spuszczony ze smyczy (A Father Unleashed, 2018), nauczyciela pana Jenningsa, który nakłania lesbijską uczennicę do uwiedzenia swojej córki w dramacie Coś za coś (Quid Pro Quo, 2019), który w sierpniu 2019 okazał się zwycięzcą na liście TOP 10 rodzinnych scen pornograficznych Pure Taboo, księdza Thomasa, który wykorzystuje tajemnicę zdesperowanej przyszłej panny młodej w dreszczowcu Świętość małżeńska (Sanctity Of Marriage, 2019), Shane’a – rodzica zastępczego w dramacie Rodzinne wakacje (Family Vacation, 2019), który zajął drugie miejsce listy TOP 10 scen porno z Pure Taboo dekady 2014–2024, ojczyma Kena Garretta, który zmusza swoją 18–letnią pasierbicę do seksu po tym, jak jej matka znika w tajemniczych okolicznościach w dreszczowcu Mama nie wróci, kochanie (Mom’s Not Coming Back, Sweetheart, 2020), nominowanym do AVN Award dla najlepszego pełnometrażowego filmu fabularnego, który trafił na listę 10 najpopularniejszych scen wyemitowanych w czerwcu 2020 w Adult Time. Jako światowej sławy fotograf Dita w produkcji Cravena Mooreheada Afrodisiac: A Demi Sutra Story (2019) był nominowany do AVN Award w kategorii najlepszy aktor w filmie średniometrażowym.
Z kolei Bree Mills zaangażowała go do roli surowego ojczyma Hugo, który przyłapuje na złym zachowaniu nastoletnią pasierbicę imprezowiczkę w Daughter Slut-shaming (2018), ojca Ricka (Small Hands), który odkrywa, że przyrodnia siostra ma romans z jego ojcem w mrocznym melodramacie Co się stało z moją siostrą? (What Happened to My Sister?, 2018), wujka Johna uwodzącego 18-latkę w Uncle Fucker (2019) i ojca alkoholika w scenie bez seksu w dramacie Sama w domu (Home Alone, 2021). W luźnej adaptacji porno filmu Annie – Anne Act Three: The Scam (2018), uhonorowanej Urban X Award w kategorii parodia roku, zagrał czarny charakter – rolę pana Budge’a Knoxa, szwagra pana Handsa (Tommy Pistol). Rola przedstawiciela handlowego Franka, obarczonego opieką nad swą rozrabiającą pasierbicą, zawieszoną w szkole za niewłaściwe zachowanie seksualne, w dramacie kryminalnym Bree Mills Córka transakcji (The Daughter Deal, 2019) przyniosła mu nominację do AVN Award w kategorii najlepszy aktor w filmie średniometrażowym.
Joanna Angel powierzyła mu rolę żonatego Tony’ego, który zdradza i wabi młode kobiety przez Internet do sprośnych aktów seksualnych, a podczas randki z nieśmiałą dziewczyną zostaje przez nią uduszony w tle „Ave Maria” Franza Schuberta w dreszczowcu Małżeństwo dysfunkcyjne (Breaking The Vow, 2019), ukochanego dziadka, który uprawia seks międzypokoleniowy z 18–letnią pasierbicą swojej córki (Joanna Angel) w komedii Krok za daleko (Unrelated X: A Step Too Far, 2020), złowrogiego miejscowego Josefa w dramacie Turystka w pułapce (Tourist Trapped, 2020) oraz męża terapeutki (Dana DeArmond) w dreszczowcu Staw czoła swoim lękom (Face Your Fears, 2020). Jego kreacja ojczyma Richarda, który stara się być osobą o dobrych intencjach jako rodzic dla swojej pasierbicy w melodramacie Odmawiaj wszystkiego, czego chcesz (Deny It All You Want, 2021) zdobyła nominację do AVN Award dla najlepszego aktora w filmie fabularnym i w lipcu 2021 zebrała dobre recenzje jako najlepsza z 10 najpopularniejszych scen wyemitowanych w Adult Time.

## Rankingi
Scena seksu z filmu DP Masters 6 (2018) z jego udziałem, Adriany Chechik i Markusa Dupree wygrała w rankingu portalu The Lord Of Porn – TOP 10 zdjęć podwójnego analu z ostatniej dekady (2015—2025), Znalazł się w „złotej dziesiątce” listy Adult Entertainment Broadcast Network „gwiazdorów porno lata 2018” i zajął szóste miejsce na liście AEBN „gwiazdorów porno lata 2019”. W kwietniu 2019 scena seksu z jego udziałem w produkcji Teen Fidelity Final Ride (2019) zwyciężyła w rankingu portalu The Lord Of Porn – TOP 5 scen porno z nastolatkami. W 2022 zwyciężył w rankingu „21. najlepszych niemieckich gwiazd porno” portalu EuroSexScene.com. W 2025 scena z filmu Joanny Angel Rodzinny grill (Family Barbecue, 2019) z udziałem Holmesa w roli podłego wujka Jonasa wabiącego swoją siostrzenicę do gangbangu na przerażającym spotkaniu rodzinnym trafiła na szczyt TOP 10 scen porno z okazji 4 lipca ostatniej dekady (2015-2025).

## Obecność w kulturze masowej
Wystąpił gościnnie w dramacie Dziwka (Yo puta, 2004) na podstawie powieści Isabel Pisano z udziałem Daryl Hannah, Denise Richards i Joaquima de Almeidy, a także w filmie dokumentalnym Vente a Las Vegas, nena: Un retrato de Rebeca Linares (2009) i krótkometrażowym Benjamina Daniela Piesek z Hollywood (Benzaie à Hollywood?, 2017). Zagrał producenta filmów porno Christiana w dramacie Ninji Thyberg Pleasure (2021), prezentowanym na 73. Festiwalu Filmowym w Cannes, który miał swoją premierę 1 lutego 2021 na Sundance Film Festival w sekcji Konkursu Dramatycznego Kina Światowego.
Od marca 2018 na swoim kanale YouTube zaczął publikować wywiady, aby pokazać widzom, co naprawdę dzieje się za kulisami, a seria Behind the Porn Scenes zdobyła w ciągu roku ponad 11,7 mln wyświetleń.
28 marca 2021 był gościem siódmej edycji niemieckiego podcastu ThreeAndSom retransmitowanego „na żywo” w serwisie internetowym Twitch.

## Życie prywatne
Holmes po raz pierwszy uprawiał seks w wieku 13 lat. Mając już 15 lat został aktywnym swingerem i uczestniczył w orgiach. W opinii Rain DeGrey, z którą Holmes pracował na planie Kink.com Public Disgrace: Rain Degrey Cums Like a Demon in a Crowded Bar (2011), Holmes jest zboczeńcem z przeciążonym popędem seksualnym i swingerem, który zainteresował się pornografią, ponieważ „nie miał dość seksu w domu”. Jako 19–latek oferował gejom seks oralny za pieniądze, które mógł wydawać na prostytutki. Próbował też w życiu osobistym uprawiać seks z 70–letnimi kobietami, BBW (z ang. Big Beautiful Women) i transseksualistami. W latach 80. Holmes często uprawiał seks z prostytutkami i innymi kobietami podczas podróży służbowych, m.in. w Montevideo w Urugwaju. Jego pierwszy publiczny występ miał miejsce w wieku 19 lat w teatrze porno na Reeperbahn w Hamburgu, gdzie dziewczyna masturbowała się dla tłumu. Poprosiła kogoś z pierwszego rzędu, żeby wszedł na scenę. Początkowo nie było chętnych, więc Holmes zgłosił się na ochotnika i po występie otrzymał od publiczności owacje na stojąco.
W 1989 poznał swoją przyszłą żonę Silvię, którą poślubił 4 maja 1990. Kiedy rozpoczął karierę w branży porno, był więc już żonaty i miał dwójkę dzieci (ur. 1994 i ur. 1996). Na łamach czasopisma „Adult Video News” Steve Holmes opowiadał: „Kiedy zacząłem pracę w branży porno, rozmawiałem z żoną o tym wcześniej. Nigdy bym tego nie zrobił bez jej zgody. Nigdy bym nie ryzykował naszego związku. Wiele lat później powiedziała mi: – Wiesz, kiedy powiedziałam: „Okej, idź na całość!”, to nigdy nie myślałam, że zamierzasz to robić tak długo. Moja żona jest osobą tolerancyjną”. Osiedlił się w Tybindze.
W 2005 pomógł w karierze Gregowi Lansky’emu i Mike’owi Adriano i stał się ich bliskim przyjacielem.

## Nagrody i nominacje
| Rok  | Nagroda                                                                        | Kategoria                                                  | Film                                                                   | Inni wykonawcy | Rezultat  |
| ---- | ------------------------------------------------------------------------------ | ---------------------------------------------------------- | ---------------------------------------------------------------------- | --- | --------- |
| 2000 | Hot d’Or                                                                       | Najlepszy aktor europejski                                 | –                                                                      | – | Nominacja |
| 2001 | Sex Award                                                                      | Najgorętszy ogier dla dorosłych                            | –                                                                      | – | Nominacja |
| 2001 | Ninfa                                                                          | Najlepszy aktor drugoplanowy                               | Private Black Label 19: Eternal Love (2001)                            | – | Wygrana   |
| 2002 | Ninfa                                                                          | Najlepszy aktor drugoplanowy                               | Private Xtreme 1: Bacchanal (2002)                                     | – | Nominacja |
| 2003 | AVN Award                                                                      | Najlepszy zagraniczny wykonawca roku                       | –                                                                      | – | Nominacja |
| 2003 | AVN Award                                                                      | Najlepsza scena seksu analnego – wideo                     | Debauchery 12 (2002)                                                   | David Perry, Franco Roccaforte, Sandra Romain i Titus Steel | Nominacja |
| 2003 | AVN Award                                                                      | Najlepsza scena seksu w produkcji zagranicznej – zdjęcie   | Pirate Fetish Machine 6: Funky Fetish Horror Show (2002)               | Lisa Sparkle i Sandra Iron | Nominacja |
| 2003 | AVN Award                                                                      | Najlepszy aktor – wideo                                    | Pirate Fetish Machine 6: Funky Fetish Horror Show (2002)               | – | Nominacja |
| 2003 | XRCO Award                                                                     | Najlepsza scena seksu triolizmu                            | Swallow My Pride 1 (2002)                                              | Drew Allen i Manuel Ferrara | Nominacja |
| 2004 | RogReviews.com Critic’s Choice Award                                           | Najlepszy wykonawca                                        | –                                                                      | – | Nominacja |
| 2004 | European X Award (Bruksela, Belgia)                                            | Najlepszy aktor niemiecki                                  | –                                                                      | – | Nominacja |
| 2004 | Venus Award                                                                    | Nagroda Jury                                               | –                                                                      | – | Wygrana   |
| 2004 | AVN Award                                                                      | Wykonawca zagraniczny roku                                 | –                                                                      | – | Nominacja |
| 2004 | AVN Award                                                                      | Najlepsza scena seksu w zagranicznej produkcji             | Katsumi’s Affair (L’affaire Katsumi, 2001)                             | Katsuni | Wygrana   |
| 2004 | AVN Award                                                                      | Najlepsza scena seksu w zagranicznej produkcji             | Debauchery 14 (2003)                                                   | Claire, David Perry i Lolo | Nominacja |
| 2004 | AVN Award                                                                      | Najlepsza scena seksu w zagranicznej produkcji             | OutNumbered 1 (2003)                                                   | Tera Joy, Vanessa, Jany, Erik Everhard, Victorie, Julie Silver, Rady, Sarah Blue i Robert Rosenberg | Nominacja |
| 2004 | AVN Award                                                                      | Najlepsza scena seksu grupowego                            | Full Anal Access (2003)                                                | Ashley Blue, Michael Stefano i Erik Everhard | Nominacja |
| 2004 | AVN Award                                                                      | Najlepsze połączenie scen seksu – wideo                    | Acid Dreams (2002)                                                     | Mercedes Ashley i Sledge Hammer | Nominacja |
| 2004 | AVN Award                                                                      | Najlepsza scena seksu analnego – wideo                     | Anal Driller (2003)                                                    | Taylor Rain i Ben English | Nominacja |
| 2004 | AVN Award                                                                      | Najlepsza realizacja zagraniczna                           | Euro Girls Never Say No 2 (2003) z Manuelem Ferrarą                    | – | Nominacja |
| 2004 | AVN Award                                                                      | Najlepsza scena seksu grupowego                            | Anal Destruction of Olivia Saint (2003)                                | Olivia Saint, Tyce Bune, Anthony Hardwood, Nick Manning, Dic Tracy i John West | Nominacja |
| 2004 | AVN Award                                                                      | Najlepsza scena seksu grupowego                            | Clusterfuck (2004)                                                     | Jay Ashley, Bridgette Kerkove, Skeeter Kerkove, Scott Lyons, Ben English, Rick Masters, Mr. Pete i Trent Tesoro | Nominacja |
| 2004 | AVN Award                                                                      | Najlepsza scena seksu grupowego                            | 7 the Hard Way 2 (2003)                                                | Alicia Rhodes, Dick Delaware, Randy Spears, Brandon Iron, Scott Lyons, Arnold Schwartzenpecker i Tony Tedeschi | Nominacja |
| 2004 | AVN Award                                                                      | Najlepsza scena triolizmu – wideo                          | 2 Dicks in 1 Chick 2 (2003)                                            | Brooke Balentyne i Ben English | Nominacja |
| 2004 | AVN Award                                                                      | Najlepsza scena triolizmu – wideo                          | Mason’s Dirty TriXXX 2: Necessary Roughness (2002)                     | Julie Night i Manuel Ferrara | Nominacja |
| 2004 | XRCO Award                                                                     | Najlepszy trójkąt (chłopak/chłopak/dziewczyna)             | Mason’s Dirty TriXXX 2: Necessary Roughness (2002)                     | Julie Night i Manuel Ferrara | Wygrana   |
| 2004 | XRCO Award                                                                     | Nieznany szermierz (Unsung Swordsman)                      | –                                                                      | – | Wygrana   |
| 2005 | Ninfa                                                                          | Najlepszy aktor drugoplanowy                               | Kovac Shark (2003)                                                     | – | Nominacja |
| 2005 | Brussels International Festival of Eroticism                                   | Najlepszy aktor niemiecki                                  | –                                                                      | – | Wygrana   |
| 2005 | RogReviews.com Critic’s Choice Award                                           | Najlepszy wykonawca                                        | –                                                                      | – | Nominacja |
| 2005 | AVN Award                                                                      | Wykonawca zagraniczny roku                                 | –                                                                      | – | Wygrana   |
| 2005 | AVN Award                                                                      | Najlepsza scena seksu analnego                             | Girlvert 5 (2003)                                                      | Gia Paloma i Mr. Pete | Nominacja |
| 2005 | AVN Award                                                                      | Najlepsza scena seksu grupowego                            | ATM Machine 3 (2003)                                                   | Brandi Lyons, Scott Lyons i Tristan Seagal | Nominacja |
| 2005 | AVN Award                                                                      | Najlepsza scena triolizmu                                  | The Pussy Is Not Enough 2 (2003)                                       | Michael Stefano i Monique | Nominacja |
| 2005 | AVN Award                                                                      | Najlepsza scena seksu grupowego                            | Epic Global Orgies (2003)                                              | Britney Madison, Jackie Moore, Leyla Lei, Monique, Sabrina Snow, Vic Sinister, Brian Pumper, Darren James, Manuel Ferrara, Michael Stefano, Sean Michaels i Sledge Hammer | Nominacja |
| 2005 | XRCO Award                                                                     | Najlepszy wykonawca roku                                   | –                                                                      | – | Nominacja |
| 2006 | Ninfa                                                                          | Najlepszy aktor                                            | Canadian Beaver 1 (2006)                                               | – | Nominacja |
| 2006 | AVN Award                                                                      | Wykonawca zagraniczny roku                                 | –                                                                      | – | Wygrana   |
| 2006 | AVN Award                                                                      | Najlepsza scena seksu grupowego – wideo                    | Cum Guzzlers 3 (2005)                                                  | Manuel Ferrara, Jada Fire, Marie Luv i Michael Stefano | Nominacja |
| 2006 | AVN Award                                                                      | Najlepsza scena seksu grupowego – wideo                    | Jail Bait (2004)                                                       | Jasmine Byrne, Erik Everhard i John Strong | Nominacja |
| 2006 | AVN Award                                                                      | Najlepsza scena seksu grupowego – wideo                    | The Whore Next Door (2004)                                             | Jason Horne, Kylie Ireland, Tyler Knight, Marcos Leon, Kayla, Marie, Julie Night, Tee Reel, John Strong i Van Damage | Nominacja |
| 2006 | AVN Award                                                                      | Najlepsza scena triolizmu                                  | Cum Guzzlers 4 (2005)                                                  | Renee Pornero i Toni Ribas | Nominacja |
| 2006 | AVN Award                                                                      | Najlepsza scena triolizmu                                  | Sex Fiends 2 (2005)                                                    | Trina Michaels i John Strong | Nominacja |
| 2006 | AVN Award                                                                      | Najlepsza scena seksu w zagranicznej produkcji             | Out Numbered 3 (2005)                                                  | Vanessa, Jany, Victorie, Julie Silver, Rady, Sarah Blue, Erik Everhard, Tera Joy i Robert Rosenberg | Nominacja |
| 2006 | RogReviews.com Critic’s Choice Award                                           | Najlepszy wykonawca                                        | –                                                                      | – | Nominacja |
| 2007 | F.A.M.E. Awards                                                                | Ulubiony gwiazdor                                          | –                                                                      | – | Nominacja |
| 2007 | AVN Award                                                                      | Wykonawca zagraniczny roku                                 | –                                                                      | – | Nominacja |
| 2007 | AVN Award                                                                      | Najlepsza scena triolizmu – wideo                          | Corruption (2006)                                                      | Hillary Scott i Jenner | Nominacja |
| 2007 | AVN Award                                                                      | Najlepsza scena seksu grupowego – wideo                    | Canadian Beaver (2006)                                                 | Briana Devil, Erik Everhard, Vanessa Gold i Zeina Heart | Nominacja |
| 2007 | AVN Award                                                                      | Najlepsza scena seksu grupowego – wideo                    | Gangbanger’s Ball (2006)                                               | Otto Bauer, Jasmine Byrne, Benjamin Brat, Ben English, Chris Charming, Erik Everhard, Joel Lawrence, Brian Pumper, Reno, Sascha, Arnold Schwartzenpecker i Nathan Threat | Nominacja |
| 2007 | AVN Award                                                                      | Najlepsza scena seksu – wideo                              | Slutty & Sluttier (2006)                                               | Sandra Romain, Brandon Iron, Jay Ashley, Aurora Snow, Jason Sinclair, Manuel Ferrara, D. Snoop, Brad Baldwin, Lefty, Carey Bucks, John Strong, Joem Blow, Joe Rock, Johnny Fender, Mik Hosh, Pascal St. James i Claudio Meloni                                                                                   | Nominacja |
| 2007 | AVN Award                                                                      | Najlepsza scena seksu w zagranicznej produkcji             | Out Numbered 4 (2006)                                                  | Isabel Ice, Dora Venter, Cathy, Karina, Sandra Romain, Nicol, Puma Black, Erik Everhard i Robert Rosenberg | Wygrana   |
| 2007 | RogReviews.com Critic’s Choice Award                                           | Najlepszy wykonawca                                        | –                                                                      | – | Nominacja |
| 2008 | AVN Award                                                                      | Wykonawca zagraniczny roku                                 | –                                                                      | – | Nominacja |
| 2008 | AVN Award                                                                      | Najlepsza scena seksu w zagranicznej produkcji             | Fresh Meat 22 (2007)                                                   | Sarah James, David Perry i Greg Centauro | Nominacja |
| 2008 | AVN Award                                                                      | Najlepsza scena seksu grupowego – wideo                    | Slutty & Sluttier 3 (2007)                                             | Annette Schwarz, Ian Scott, Lexi Belle i Bobbi Starr | Nominacja |
| 2008 | AVN Award                                                                      | Najlepsza scena triolizmu – wideo                          | Pump My Ass Full of Cum (2007)                                         | Erik Everhard i Velicity Von | Nominacja |
| 2008 | AVN Award                                                                      | Najlepsza scena triolizmu – wideo                          | Elastic Assholes 5 (2006)                                              | Annette Schwarz i Erik Everhard | Nominacja |
| 2008 | AVN Award                                                                      | Najlepsza scena seksu grupowego – wideo                    | Fashionistas Safado: Berlin (2007)                                     | Jazz Duro, Joachim Kessef, Melissa Lauren i Sarah Sun | Nominacja |
| 2008 | AVN Award                                                                      | Najlepsza scena seksu grupowego – wideo                    | Rich Little Bitch (2006)                                               | Micah Moore, Mike Adriano i Riley Shy | Nominacja |
| 2009 | Hot d’Or                                                                       | Najlepszy europejski wykonawca                             | –                                                                      | – | Nominacja |
| 2009 | AVN Award                                                                      | Wykonawca zagraniczny roku                                 | –                                                                      | – | Nominacja |
| 2009 | AVN Award                                                                      | Najlepsza scena seksu podwójnej penetracji – wideo         | The Jenny Hendrix Anal Experience (2007)                               | Jenny Hendrix i Ian Scott | Nominacja |
| 2009 | AVN Award                                                                      | Najlepsza scena seksu analnego – wideo                     | Butthole Whores 2 (2008)                                               | Michelle A. Sinclair | Nominacja |
| 2009 | AVN Award                                                                      | Najlepsza scena seksu podwójnej penetracji                 | Oil Overload 1 (2008)                                                  | Britney Stevens i John Strong | Nominacja |
| 2009 | AVN Award                                                                      | Najlepsza scena seksu podwójnej penetracji                 | Anal Cavity Search 4 (2008)                                            | Erik Everhard i Jenny Hendrix | Nominacja |
| 2009 | AVN Award                                                                      | Najlepsza scena seksu grupowego – wideo                    | Rachel’s Choice (2008)                                                 | Erik Everhard, McKenzee Miles i Rachel Starr | Nominacja |
| 2009 | AVN Award                                                                      | Najlepsza scena seksu w zagranicznej produkcji             | Nasty Intentions 1 (2007)                                              | Chloe Delaure, Emily Doll i Keiran Lee | Nominacja |
| 2010 | AVN Award                                                                      | Najlepsza scena seksu w produkcji zagranicznej             | Eurozotic (2009)                                                       | Cherry Jul, Regina Ice, David Perry i Roly Reeves | Nominacja |
| 2010 | AVN Award                                                                      | Wykonawca zagraniczny roku                                 | –                                                                      | – | Nominacja |
| 2010 | AVN Award                                                                      | Najlepsza scena seksu podwójnej penetracji                 | Slutty & Sluttier 9 (2009)                                             | David Perry, Cecilia Vega i Manuel Ferrara | Nominacja |
| 2010 | AVN Award                                                                      | Najlepsza scena seksu grupowego – wideo                    | Ass Worship 11 (2009)                                                  | Jenny Hendrix, Jerry i Mr. Pete | Nominacja |
| 2011 | AVN Award                                                                      | Najlepsza scena seksu w zagranicznej produkcji             | Tori Black: Nymphomaniac (2010)                                        | Tori Black i Jazz Duro | Wygrana   |
| 2011 | AVN Award                                                                      | Najlepsza scena seksu podwójnej penetracji                 | Bra Busters (2010)                                                     | Mason Moore i Erik Everhard | Nominacja |
| 2012 | Altporn Award                                                                  | Najlepsza scena seksu gonzo                                | Joanna Angel: Ass-Fucked (2011)                                        | Joanna Angel i John Strong | Nominacja |
| 2012 | AVN Award                                                                      | Najlepszy aktor drugoplanowy                               | Savanna Samson Is the Masseuse (2011)                                  | – | Nominacja |
| 2012 | AVN Award                                                                      | Najlepsza scena seksu podwójnej penetracji                 | Bad Girls: Episode 5 (2010)                                            | Stoya i James Deen | Nominacja |
| 2012 | AVN Award                                                                      | Najlepsza scena seksu podwójnej penetracji                 | Anal Fanatic 2 (2011)                                                  | Jynx Maze i Erik Everhard | Nominacja |
| 2012 | AVN Award                                                                      | Najlepsza scena seksu podwójnej penetracji                 | Bra Busters 2 (2011)                                                   | Rebeca Linares i Erik Everhard | Nominacja |
| 2012 | XBIZ Award                                                                     | Najlepszy zagraniczny wykonawca roku                       | –                                                                      | – | Nominacja |
| 2013 | AVN Award                                                                      | Najlepszy aktor drugoplanowy                               | Voracious: The First Season (2012)                                     | – | Nominacja |
| 2013 | AVN Award                                                                      | Najlepsza scena seksu podwójnej penetracji                 | Anal Invitation (2012)                                                 | Tory Lane i Mr. Pete | Nominacja |
| 2013 | AVN Award                                                                      | Najbardziej skandaliczna scena seksu                       | Asa Akira To the Limit (2012)                                          | Asa Akira | Nominacja |
| 2013 | AVN Award                                                                      | Najlepsza scena seksu podwójnej penetracji                 | Anal Boot Camp (2012)                                                  | Criss Strokes, Lisa Ann i Mark Wood | Nominacja |
| 2013 | XBIZ Award                                                                     | Najlepszy zagraniczny wykonawca roku                       | –                                                                      | – | Nominacja |
| 2014 | AVN Award                                                                      | Najlepsza scena seksu w zagranicznej produkcji             | Savannah’s Secret (2012)                                               | Savannah Secret | Nominacja |
| 2014 | AVN Award                                                                      | Najlepsza realizacja analna                                | Anal Farm Girls (2012)                                                 | – | Nominacja |
| 2014 | AVN Award                                                                      | Najlepsza scena seksu podwójnej penetracji                 | I Am Asa Akira 2 (2013)                                                | Asa Akira i Mick Blue | Nominacja |
| 2014 | XBIZ Award                                                                     | Najlepsza scena – nie przedstawiona                        | I Am Asa Akira 2 (2013)                                                | Asa Akira i Mick Blue | Nominacja |
| 2015 | AVN Award                                                                      | Najlepsza scena seksu analnego                             | Climax (2014)                                                          | Bonnie Rotten | Nominacja |
| 2015 | XBIZ Award                                                                     | Najlepsza scena w realizacji niefabularnej                 | V For Vicki (2014)                                                     | Vicki Chase, Marco Banderas, Alex Jones, Chad White, Evan Stone i Criss Strokes | Nominacja |
| 2016 | AVN Award                                                                      | Najlepsza scena seksu podwójnej penetracji                 | Ass Worship 16 (2015)                                                  | Anikka Albrite i Manuel Ferrara | Nominacja |
| 2017 | XRCO Award                                                                     | Najlepszy aktor                                            | The One I Lust (2016)                                                  | – | Nominacja |
| 2017 | AVN Award                                                                      | Najlepszy aktor                                            | The One I Lust (2016)                                                  | – | Nominacja |
| 2017 | AVN Award                                                                      | AVN Hall of Fame (Aleja sław)                              | –                                                                      | – | Wygrana   |
| 2017 | AVN Award                                                                      | Najlepsza scena seksu podwójnej penetracji                 | My DP (2016)                                                           | Keisha Grey i Mick Blue | Nominacja |
| 2017 | AVN Award                                                                      | Najlepsza scena seksu grupowego                            | Flesh Hunter 13 (2016)                                                 | Aubrey Star, Chad White, Mick Blue, Chris Strokes i John Strong | Nominacja |
| 2017 | AVN Award                                                                      | Najlepsza scena triolizmu (chłopak/chłopak/dziewczyna)     | The One I Lust (2016)                                                  | Kendra Lust i Jessy Jones | Nominacja |
| 2017 | AVN Award                                                                      | Najbardziej skandaliczna scena seksu                       | MILFs, Old Men and Young Whores: A Mouth Like an Ashtray (2016)        | Joanna Angel i Amelia Dire | Nominacja |
| 2017 | AVN Award                                                                      | Najlepszy reżyser witryny internetowej SteveHolmesPorn.com | –                                                                      | – | Nominacja |
| 2018 | XCritic Award                                                                  | Nagroda za całokształt twórczości                          | –                                                                      | – | Nominacja |
| 2018 | XBIZ Europa Award                                                              | Wykonawca roku                                             | –                                                                      | – | Nominacja |
| 2018 | Spank Bank Award                                                               | Dominujący penis roku                                      | –                                                                      | – | Nominacja |
| 2018 | XBIZ Award                                                                     | Najlepsza scena w realizacji gonzo                         | Anal Savages 2 (2017)                                                  | John Strong i Riley Nixon | Nominacja |
| 2018 | XBIZ Award                                                                     | Najlepsza scena seksu                                      | Stags and Vixens (2017)                                                | Angela White | Nominacja |
| 2018 | XBIZ Award                                                                     | Wykonawca zagraniczny roku                                 | –                                                                      | – | Wygrana   |
| 2018 | XBIZ Award                                                                     | Najlepsza scena w realizacji gonzo                         | Pump My Ass Full of Cum 4 (2017)                                       | John Strong i Megan Rain | Nominacja |
| 2018 | AVN Award                                                                      | Najlepsza scena seksu podwójnej penetracji                 | Pump My Ass Full of Cum 4 (2017)                                       | John Strong i Megan Rain | Nominacja |
| 2018 | AVN Award                                                                      | Najlepsza scena seksu grupowego                            | Pump My Ass Full of Cum 4 (2017)                                       | Chris Strokes, Vicki Chase i Markus Dupree | Nominacja |
| 2018 | AVN Award                                                                      | Najlepsza orgia/Film gangbang                              | My First Gang Bang (2017)                                              | Alana Cruise, Toni Ribas, James Deen i Ramón Nomar | Wygrana   |
| 2018 | AVN Award                                                                      | Najlepszy reżyser witryny internetowej SteveHolmesPorn.com | –                                                                      | – | Nominacja |
| 2018 | AVN Award                                                                      | Najlepsza scena seksu podwójnej penetracji                 | Manuel DPs Them All 5 (2016)                                           | Holly Hendrix i Manuel Ferrara | Nominacja |
| 2018 | AVN Award                                                                      | Najlepsza scena seksu podwójnej penetracji                 | Young and Glamorous 9 (2017)                                           | Angel Smalls i Markus Dupree | Nominacja |
| 2018 | AVN Award                                                                      | Najbardziej skandaliczna scena seksu                       | Big Messy Gangbang (2017)                                              | Chanel Preston, Adriana Chechik, Ricky Johnson, Small Hands, Alex Legend, Tommy Pistol, Tony Martinez, John Strong, Jon Jon, Mike Mancini i Markus Dupree | Nominacja |
| 2018 | AVN Award                                                                      | Najbardziej skandaliczna scena seksu                       | Public Disgrace 40889: Alexa Nasha & Julia Roca – Walk of Shame (2017) | Alexa Nasha, Julia Roca, Silvia Rubi i Joel Tomas | Nominacja |
| 2018 | Altporn Award                                                                  | Najlepsza scena seksu gonzo                                | Public Disgrace 40889: Alexa Nasha & Julia Roca – Walk of Shame (2017) | Alexa Nasha, Julia Roca, Silvia Rubi i Joel Tomas | Nominacja |
| 2018 | Altporn Award                                                                  | Najlepsza scena punkowa                                    | Riley Nixon Latex Sex (2017)                                           | Riley Nixon | Nominacja |
| 2019 | Fleshbot Award                                                                 | Najlepsza scena seksu analnego                             | Breaking the Vow (2018)                                                | Keira Croft | Nominacja |
| 2019 | Fleshbot Award                                                                 | Najlepszy wykonawca roku                                   | –                                                                      | – | Nominacja |
| 2019 | Fleshbot Award                                                                 | Najlepsza scena seksu grupowego                            | Angela By Darkko (2018)                                                | Angela White, Mick Blue, John Strong i Mr. Pete | Nominacja |
| 2019 | Fleshbot Award                                                                 | Najlepsza scena seksu grupowego                            | Ariana Marie: A Little Bit Harder (2018)                               | Ariana Marie i Marklus Dupree | Nominacja |
| 2019 | XBIZ Award                                                                     | Wykonawca zagraniczny roku                                 | –                                                                      | – | Wygrana   |
| 2019 | XBIZ Award                                                                     | Najlepsza scena seksu w realizacji tabu                    | My Dad, Your Dad (2018)                                                | Alexis Fawx | Nominacja |
| 2019 | XBIZ Award                                                                     | Najlepszy aktor w komedii                                  | Dirty Grandpa (2018)                                                   | – | Nominacja |
| 2019 | XBIZ Award                                                                     | Najlepsza scena seksu w komedii                            | Dirty Grandpa (2018)                                                   | Marley Brinx | Nominacja |
| 2019 | XBIZ Award                                                                     | Najlepsza scena seksu jako cała realizacja                 | Joanna Angel Gangbang: As Above, So Below (2018)                       | Isiah Maxwell, Prince Yahshua, Ricky Johnson, Joanna Angel, Bill Bailey, John Strong, Mick Blue i Markus Dupree | Nominacja |
| 2019 | AVN Award                                                                      | Najlepsza scena seksu grupowego                            | Joanna Angel Gangbang: As Above, So Below (2018)                       | Joanna Angel, Bill Bailey, John Strong, Mick Blue i Markus Dupree | Nominacja |
| 2019 | AVN Award                                                                      | Najlepsza scena seksu grupowego                            | We Fuck Black Girls – Kira Noir (2018)                                 | Kira Noir, James Deen i Markus Dupree | Nominacja |
| 2019 | AVN Award                                                                      | Najlepsza scena seksu grupowego                            | Gangbanged 9 (2018)                                                    | Danny Mountain, Holly Hendrix, Toni Ribas, Markus Dupree i Mick Blue | Nominacja |
| 2019 | AVN Award                                                                      | Najlepsza scena seksu grupowego                            | Angela by Darkko (2018)                                                | Angela White, Markus Dupree, Mick Blue, Mr. Pete i John Strong | Nominacja |
| 2019 | AVN Award                                                                      | Najlepsza scena seksu oralnego                             | Angela by Darkko (2018)                                                | Angela White, Robby Echo, Eddie Jaye, Michael Vegas, Filthy Rich, Eric John, Jason Moody i Anthony Gaultier | Wygrana   |
| 2019 | AVN Award                                                                      | Wykonawca roku                                             | –                                                                      | – | Nominacja |
| 2019 | AVN Award                                                                      | Najlepszy aktor pierwszoplanowy                            | Dirty Grandpa (2018)                                                   | – | Nominacja |
| 2019 | AVN Award                                                                      | Najlepsza scena seksu podwójnej penetracji                 | Ariana Marie: A Little Bit Harder (2018)                               | Ariana Marie i Markus Dupree | Nominacja |
| 2019 | AVN Award                                                                      | Najlepsza scena seksu podwójnej penetracji                 | Department of Double Penetration 2 (2018)                              | Dahlia Sky i John Strong | Nominacja |
| 2019 | AVN Award                                                                      | Najlepsza scena seksu podwójnej penetracji                 | DP Masters 6 (2018)                                                    | Adriana Chechik i Markus Dupree | Nominacja |
| 2019 | AVN Award                                                                      | Najlepsza scena seksu podwójnej penetracji                 | It’s a Family Thing! 2 (2018)                                          | Skyla Novea i James Deen | Nominacja |
| 2019 | AVN Award                                                                      | Najlepsza scena seksu podwójnej penetracji                 | Ultimate Fuck Toy: Lana Rhoades (2018)                                 | Lana Rhoades i Markus Dupree | Nominacja |
| 2019 | AVN Award                                                                      | Najlepsza scena seksu grupowego                            | Angela by Darkko (2018)                                                | Angela White, John Strong, Mick Blue, Mr. Pete i Markus Dupree | Nominacja |
| 2019 | XCritic Award                                                                  | Scena roku                                                 | Angela White Gangbang (2018)                                           | Angela White, Donny Sins, Eric John, John Strong, Jon Jon, Mick Blue, Mr. Pete, Prince Yahshua, Robby Apples, Rob Piper i Markus Dupree | Nominacja |
| 2019 | Spank Bank Award                                                               | Sztywny aktor roku                                         | –                                                                      | – | Nominacja |
| 2019 | XRCO Award                                                                     | XRCO Hall of Fame (Sala sław)                              | –                                                                      | – | Wygrana   |
| 2019 | NightMoves Award                                                               | Najlepszy aktor                                            | –                                                                      | – | Nominacja |
| 2019 | AltPorn Award                                                                  | Najlepszy film pełnometrażowy AltPorn Video                | I Know Who You Fucked Last Halloween (2018)                            | Ivy Lebelle | Nominacja |
| 2019 | AltPorn Award                                                                  | Najlepszy film pełnometrażowy AltPorn Video                | Joanna Angel Gangbang: As Above So Below (2018)                        | John Strong, Markus Dupree, Joanna Angel, Bill Bailey i Mick Blue | Nominacja |
| 2019 | Nagroda magazynu branżowego dla sektora mediów cyfrowych „XBIZ World Magazine” | RISE Legacy Award                                          | –                                                                      | – | Wygrana   |
| 2020 | XRCO Award                                                                     | Wykonawca roku                                             | –                                                                      | – | Nominacja |
| 2020 | XRCO Award                                                                     | Niedoceniony szermierz                                     | –                                                                      | – | Nominacja |
| 2020 | XBIZ Award                                                                     | Najlepszy aktor – realizacja tematyczna tabu               | Ministry of Evil (2019)                                                | – | Nominacja |
| 2020 | XBIZ Award                                                                     | Najlepsza scena w realizacji tematycznej tabu              | Ministry of Evil (2019)                                                | Dana Vespoli, Julia Ann i Victoria Voxxx | Nominacja |
| 2020 | XBIZ Award                                                                     | Najlepsza scena seksu w produkcji gonzo                    | Slut Puppies 14 (2018)                                                 | Jane Wilde | Nominacja |
| 2020 | AVN Award                                                                      | Najlepsza scena seksu analnego                             | Slut Puppies 14 (2018)                                                 | Jane Wilde | Nominacja |
| 2020 | AVN Award                                                                      | Najlepszy aktor filmu średniometrażowego                   | The Daughter Deal (2019)                                               | – | Nominacja |
| 2020 | AVN Award                                                                      | Najlepsza scena seksu podwójnej penetracji                 | Performers of the Year 2019 (2019)                                     | Abella Danger i Ramón Nomar | Nominacja |
| 2020 | AVN Award                                                                      | Najlepsza scena gangbangu                                  | Angela White Dark Side (2019)                                          | Angela White, Markus Dupree, Mick Blue, Prince Yahshua, Jon Jon, Jon Strong, Robby Echo, Eric John, Rob Piper, Mr. Pete i Eddie Jaye | Wygrana   |
| 2020 | AVN Award                                                                      | Najlepsza scena blowbangu                                  | Angela White Dark Side (2019)                                          | Angela White, Filthy Rich, Will Pounder, Robby Apples, Rob Piper, Eddie Jaye, Jack Blaque, Johnny Goodluck, Chad Alva, Rob Banks, Eric John, Donny Sins i Slim Poke | Wygrana   |
| 2020 | AVN Award                                                                      | Najlepsza scena gangbangu                                  | I Love Anal (2019)                                                     | Barbie Sins, Markus Dupree i Mick Blue | Nominacja |
| 2020 | AVN Award                                                                      | Najlepsza scena gangbangu                                  | Gangbangin’ the Teacher (2019)                                         | India Summer, Rob Piper, Chad Alva, Bill Bailey i Nat Turnher | Nominacja |
| 2020 | AVN Award                                                                      | Wykonawca roku                                             | –                                                                      | – | Nominacja |
| 2020 | Spank Bank Award                                                               | Sztywny aktor roku                                         | –                                                                      | – | Nominacja |
| 2020 | Spank Bank Award                                                               | Wykonawca roku                                             | –                                                                      | – | Nominacja |
| 2020 | NightMoves Award                                                               | Najlepszy wykonawca                                        | –                                                                      | – | Nominacja |
| 2020 | Altporn Award                                                                  | Najlepsza scena gotycka                                    | Lola FaeDe’s First Gangbang (2019)                                     | Lola Fae, Ramón Nomar, Isiah Maxwell, Michael Vegas i Small Hands | Nominacja |
| 2021 | XBIZ Award                                                                     | Najlepsza scena seksu – wirtualna rzeczywistość            | ThanksSwinging Day (MILF VR, 2020)                                     | Britney Amber i Texas Patti | Nominacja |
| 2021 | AVN Award                                                                      | Najlepszy aktor filmu średniometrażowego                   | Afrodisiac: A Demi Sutra Story (2020)                                  | – | Nominacja |
| 2021 | AVN Award                                                                      | Najlepsza scena seksu analnego                             | Ass Worship 17 (2019)                                                  | Abella Danger | Nominacja |
| 2021 | AVN Award                                                                      | Najlepsza scena seksu z podwójną penetracją                | The Insatiable Emily Willis (2020)                                     | Emily Willis i Mick Blue | Wygrana   |
| 2021 | AVN Award                                                                      | Najlepsza scena seksu z podwójną penetracją                | Anal Savages 5 (2020)                                                  | Emma Hix i Jules Jordan | Nominacja |
| 2021 | AVN Award                                                                      | Najlepsza scena seksu z podwójną penetracją                | Trading Up Times Two (2020)                                            | Paige Owens i Mick Blue | Nominacja |
| 2021 | AVN Award                                                                      | Najlepsza scena gangbangu                                  | Ministry of Evil (2019)                                                | Ramón Nomar, Kate Kennedy i John Strong | Nominacja |
| 2021 | AVN Award                                                                      | Najbardziej oburzająca scena seksu                         | Ministry of Evil: Move Over, Linda Blair (2019)                        | Victoria Voxxx i Julia Ann | Wygrana   |
| 2021 | AVN Award                                                                      | Najlepsza scena seksu grupowego                            | A Blind Date With Dick (2019)                                          | Casey Calvert, Kira Noir i Demi Sutra | Nominacja |
| 2021 | AVN Award                                                                      | Najlepsza scena triolizmu (chłopak/chłopak/dziewczyna)     | Cali Caliente (2020)                                                   | Cali Caliente i Cyrus King | Nominacja |
| 2021 | AVN Award                                                                      | Najlepsza scena triolizmu (chłopak/chłopak/dziewczyna)     | Slut Puppies 15 (2019)                                                 | Vina Sky i Jules Jordan | Nominacja |
| 2021 | AVN Award                                                                      | Najlepsza scena triolizmu (dziewczyna/dziewczyna/chłopak)  | Dildo Fight! (2020)                                                    | Alex Coal i Jewelz Blu | Nominacja |
| 2021 | XRCO Award                                                                     | Wykonawca roku                                             | –                                                                      | – | Nominacja |
| 2021 | XCritic Award                                                                  | Scena roku                                                 | Deny It All You Want (2021)                                            | Vanna Bardot | Nominacja |
| 2022 | AVN Award                                                                      | Najlepszy aktor w filmie fabularnym                        | Deny It All You Want (2021)                                            | – | Nominacja |
| 2022 | AVN Award                                                                      | Najlepsza scena seksu z podwójną penetracją                | Gia Derza: Definition of DP’d (2021)                                   | Gia Derza i Jules Jordan | Nominacja |
| 2022 | AVN Award                                                                      | Najlepszy aktor drugoplanowy                               | Under the Veil (2021)                                                  | – | Nominacja |
| 2022 | AVN Award                                                                      | Najlepsza scena seksu zespołu tagów                        | Alina Lopez: Double Team Frenzy (2021)                                 | Alina Lopez i Jules Jordan | Nominacja |
| 2022 | AVN Award                                                                      | Najlepsza scena blowjob                                    | Jill Kassidy Sucks Three Cocks At the Same Time (2021)                 | Jill Kassidy, Filthy Rich i Jules Jordan | Nominacja |
| 2022 | NightMoves Award                                                               | Najlepszy aktor                                            | Duplicity (2021)                                                       | – | Nominacja |
| 2023 | AVN Award                                                                      | Najlepsza scena triolizmu (mężczyzna/kobieta/mężczyzna)    | Gianna 4 You (2022)                                                    | Gianna Dior i Mick Blue | Wygrana   |
| 2023 | AVN Award                                                                      | Przedsięwzięcie głównego nurtu roku                        | Film kinowy Pleasure (2022)                                            | Zelda Morrison, Evelyn Claire, Dana DeArmond, Kendra Spade, Aiden Starr, Chanel Preston, Casey Calvert, Lucy Hart, Chris Cock, Mark Spiegler, Tee Reel, John Strong, Small Hands, Bill Bailey, Derrick Pierce, Nathan Bronson, Tommy Pistol, Axel Braun, Marc Kramer, Mick Blue, Maestro Claudio i Xander Corvus | Nominacja |